# Polpettone
Il polpettone è una pietanza solitamente a base di carne tritata, spezie, aromi e ingredienti leganti (ad esempio uovo, pangrattato o farina), servita a tavola di norma come seconda portata o piatto unico.

## Caratteristiche
La parola "polpettone" è l'accrescitivo di polpetta e al di là degli ingredienti, che sono grossomodo gli stessi, macinati o spezzettati, si distingue per essere costituito da un unico grande pezzo, dalla forma più o meno cilindrica. Per la sua  cottura si privilegia la lessatura, l'umido o il forno. Meno usata, anche a causa delle dimensioni, la frittura. In alcune ricette, il polpettone può essere farcito, ad esempio, di verdure (specialmente spinaci) e formaggio.
In alcune regioni d'Italia, il termine "polpettone" viene usato anche per indicare un tipo di torta di verdure ricoperta non dalla pasta sfoglia ma dal pan grattato, come - ad esempio - il Polpettone di fagiolini, tipico della Liguria.

## Il polpettone nel mondo

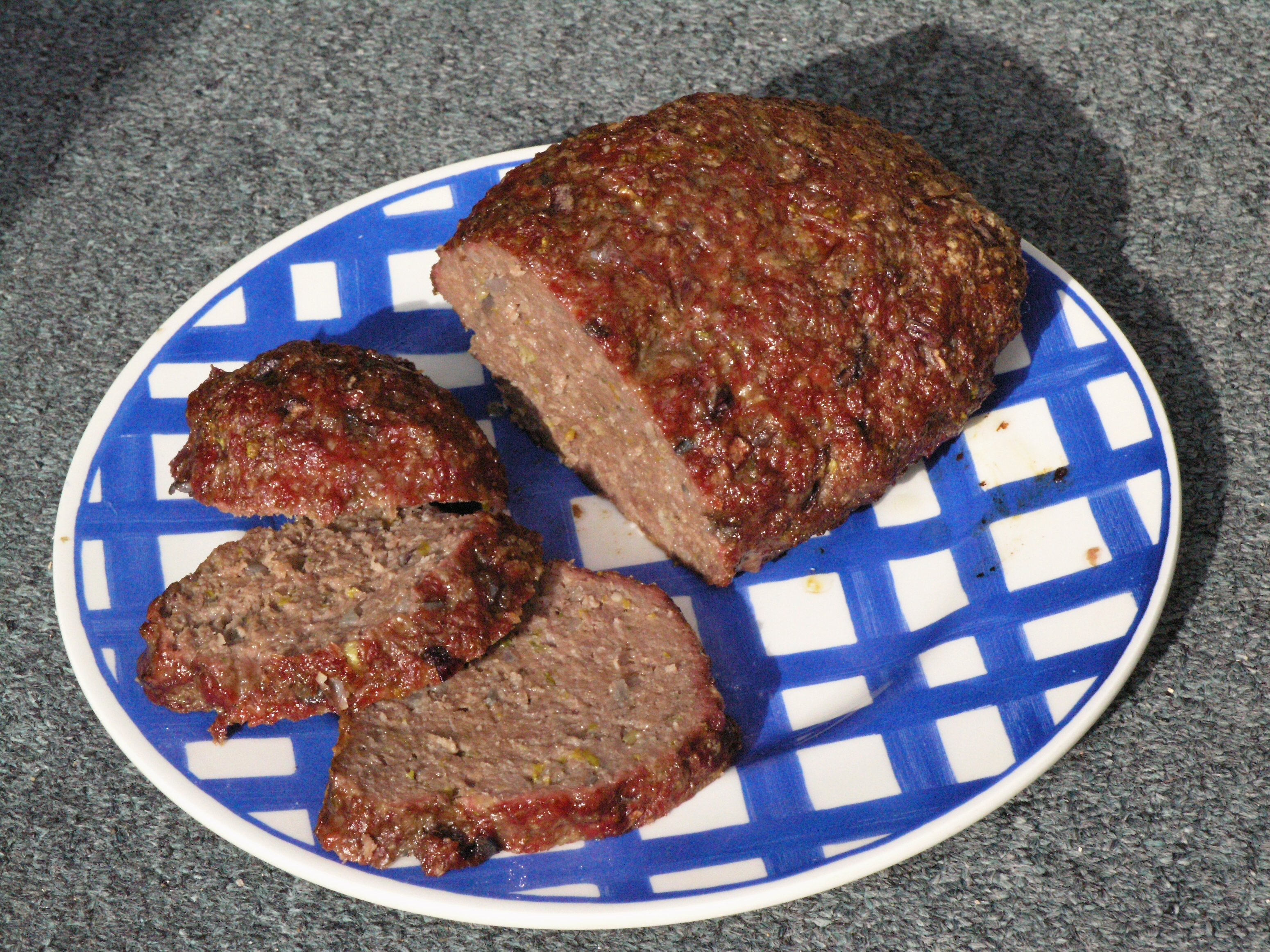
Sekaná, un polpettone della Repubblica Ceca

### Argentina
In Argentina il polpettone viene chiamato Pan de Carne ed è solitamente riempito di formaggio, carote e prosciutto.

### Austria
In Austria il polpettone si chiama Faschierter Braten e non è ripieno, bensì ricoperto di formaggio prima di essere cotto in forno. Come contorno, gli austriaci usano solitamente le patate (quando la pietanza è calda) o cospargono il prodotto di salsa Cumberland (quando la pietanza è fredda).

### Belgio
La versione belga del polpettone è chiamata Vleesbrood in olandese e Pain de Viande in francese. Viene mangiato ancora caldo ed è solitamente condito con delle salse.

### Bulgaria
Il polpettone bulgaro si chiama Rulo Stefani (Руло Стефани) ed è tipicamente cotto al forno con un ripieno di uova sode.

### Cile
Il polpettone cileno, conosciuto col nome di Asado Aleman (letteralmente "carne tedesca arrostita"), è un piatto tipico del sud del Cile. Questa ricetta prevede di riempire il polpettone con uova, carote e pangrattato, e di accompagnare il piatto con patate o riso.

### Cuba
Il polpettone cubano si chiama Pulpeta. È realizzato con carne macinata di manzo e prosciutto cotto, riempito con uova sode e cotto sul piano di cottura.

### Danimarca
Il nome del polpettone danese è farsbrød ed è una commistione di macinato di suino e manzo. Sulla cima del polpettone vengono poi riposte delle strisce di pancetta. Viene servito assieme alle patate, al forno o bollite, ed accompagnato da una gelatina rossa di ribes.

### Finlandia
In Finlandia il polpettone si chiama lihamureke ed è realizzato come un'unica, grande polpetta. Come condimento si usano solo pepe e sale. Solitamente non viene accompagnato con nulla, e viene solo guarnito da una salsa al fine di rendere la pietanza meno stopposa al palato.

### Grecia
In Grecia il polpettone è molto simile a quello italiano, e si chiama rolo (Ρολό). Viene fatto con carne macinata di manzo e riempito con uova sode, prosciutto cotto e formaggio.

### Libano
Con "Kafta" o "Kofta" (in arabo كفتة) ci si riferisce alla versione medio orientale del polpettone. Viene realizzato con carne macinata di manzo o di agnello e riempito con cipolle e prezzemolo. Viene poi ricoperto da una salsa al pomodoro condita con spezie locati e cotto al forno, accompagnato da un contorno di patate. Non è inusuale (soprattutto nei mesi estivi) poter ordinare nei locali libanesi del Kebab di polpettone o un polpettone cucinato sulla griglia.

### Mongolia
Il piatto si chiama хучмал (khoochmal) ed è servito assieme a dei funghi cotti al forno assieme al polpettone.

### Olanda
La versione olandese del polpettone si chiama gehaktbrood e può essere mangiato caldo o freddo.

### Polonia
Il piatto si chiama pieczeń rzymska ("Arrosto Romano") ed è servito assieme a cipolle ed aglio. Viene rigorosamente riempito con uova sode.

### Romania
Nella cucina rumena il polpettone è chiamato drob, ed è molto simile alla preparazione dei rispettivi piatti in Bulgaria ed Ungheria. Tuttavia, a differenza di questi ultimi, il drob rumeno è solitamente fatto con carne ed organi interni di agnello (al massimo mescolate con carne di maiale), ed il ripieno a base di uova sode è opzionale.

### Regno Unito
Nel Regno Unito esiste una versione di polpettone a base di carne di maiale ed erbe aromatiche originario del Lincolnshire. Il suo nome è Haslet. Il piatto viene solitamente mangiato freddo, a volte come ripieno per i sandwich. La versione gallese del piatto prevede un ripieno di patate, interiora e cipolla.
Piatti simili si rinvenivano anche nel sud degli Stati Uniti d'America, ma l'uso degli organi interni è stato abbandonato nel corso degli anni, sostituito da uova e prosciutto.

### Stati Uniti d'America
Durante la Grande Depressione degli anni trenta, cucinare il polpettone era un modo semplice ed economico per sfamare la famiglia, usando spesso gli avanzi della macellazione. All'epoca era anche molto comune allungare la carne con grano e pangrattato.
Il tipico polpettone americano dei giorni nostri è un macinato di carne condito con erbe aromatiche. Quasi sempre si tende ad usare una salsa di pomodoro con cui viene spennellata la parte superiore del polpettone, al fine di creare una crosta gustosa e croccante durante la cottura nel forno. In alternativa, tale operazione di doratura si può realizzare con un sugo di cipolle. In alcune ricette si usa la salsa Barbecue o un misto di ketchup e mostarda.
Contorno classico di questo piatto americano sono le patate al forno, condite con un pizzico di burro durante la cottura.
Viene considerato come piatto da portata principale e può essere mangiato sia caldo che freddo. È facilmente reperibile nei diner americani e nei ristoranti.
Negli USA ha guadagnato una certa notorietà anche il bacon explosion, un rotolo di carne di salsiccia e bacon ricoperto di salsa barbecue.

### Turchia
Nella cucina turca non esiste un polpettone totalmente a base di carne. Esiste tuttavia un piatto molto simile per forma ed aspetto, oltre che per metodo di cottura in forno, totalmente vegetariano. Il suo nome è dalyan köfte.

## Altri significati dipolpettone
La parola "polpettone" viene usata, con disprezzo, per indicare qualcosa di particolarmente noioso, pesante e farraginoso; ad esempio un libro, un film, un oratore ecc., in quanto si vuole alludere ad una vera (o presunta) difficoltà nel "digerire" la pietanza.